# Gorodnia (fortification)

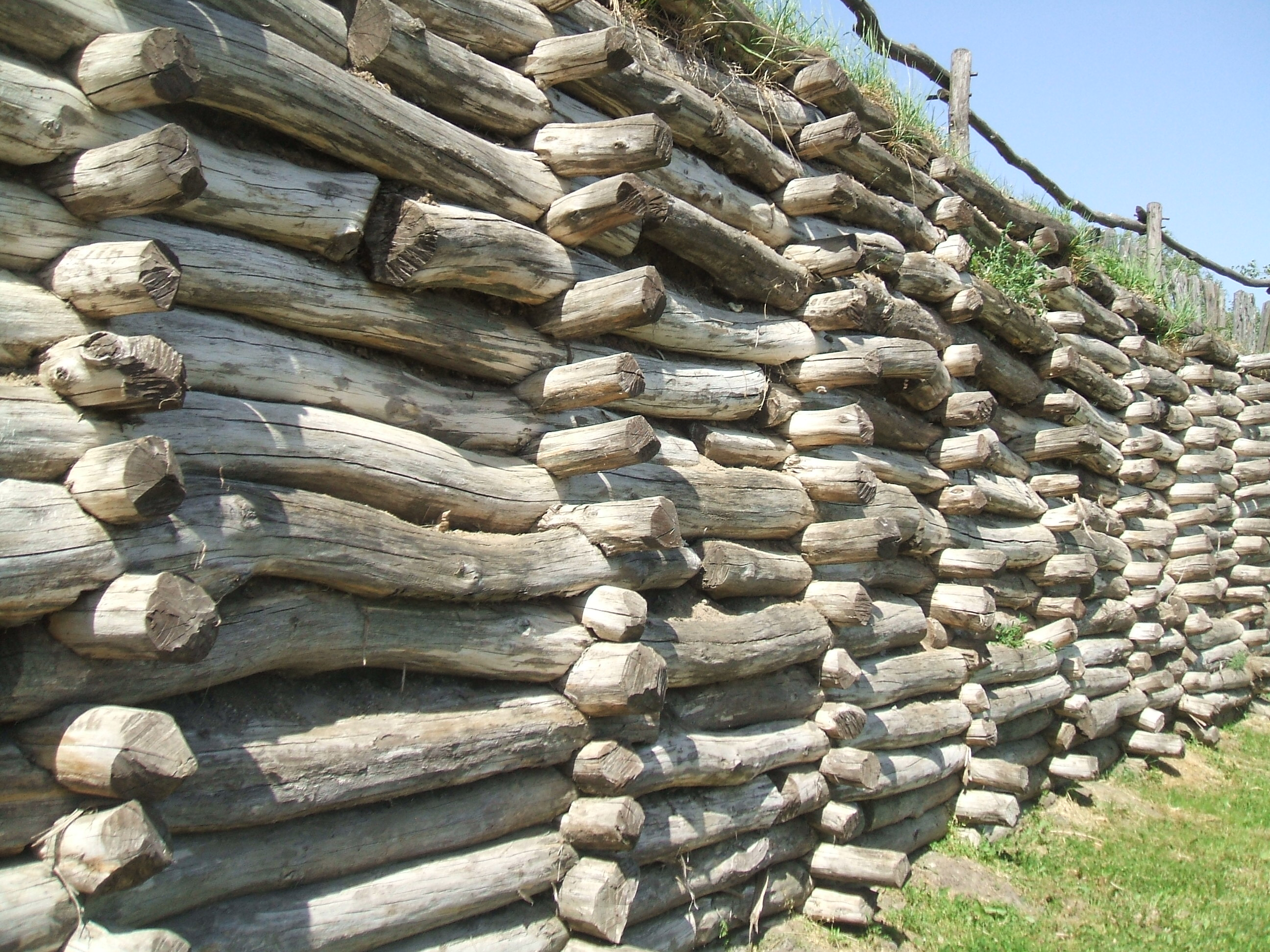
Mur d'une gorodnia.

Une gorodnia (en russe : ородня) également nommée tarassa (en russe : Тараса) est une maison en rondins, dont les murs sont remplis de terre ou de pierres, pour faire officie de clôture, et faisaint ainsi partie d'une fortification. Elle consistait généralement en une maison en rondins séparée et fermée, le plus souvent remplie de terre. Parfois, le volume intérieur pouvait être utilisé pour des locaux à des fins diverses,.
C'était un élément commun des structures défensives en Rus' au début du Moyen Âge. Les tours des forts en bois étaient reliées par des gorodnias. Sur les sols faibles, surtout volumineux, la préférence dans la construction a été donnée aux gorodnias, moins sensibles à l'affaissement,.